# Pala Alessandri
La Pala Alessandri (San Lorenzo in trono fra i santi Cosma e Damiano e donatori) è un'opera di Filippo Lippi, tempera su tavola (centrale 120,9x105,9 cm, laterali 72,4x38,1 cm), databile al 1453 circa e conservata al Metropolitan Museum of Art di New York.

## Storia
Le vicende di questo dipinto sono controverse, a partire dall'identificazione dell'opera stessa: probabilmente si tratta della tavola descritta dal Vasari, nelle Vite, ed eseguita per la chiesa della villa di Vincigliata della famiglia Alessandri, presso Firenze. Verso il 1790 la pala venne trasferita nel palazzo di famiglia in Borgo Albizi a Firenze, per venire venduta nel 1912 sul mercato londinese e di nuovo a New York, entrando nel MET dal 1935.
La datazione è incerta: generalmente, la critica la colloca tra la metà degli anni quaranta e i primi anni cinquanta del XV secolo. Alcuni ipotizzano che fosse un regalo di nozze alla famiglia di Ginevra degli Alessandri, andata in sposa a Giovanni di Cosimo de' Medici il 20 gennaio 1453.

## Descrizione e stile
Si ritiene che originariamente la pala fosse costituita da un unico pannello, poi smembrato nel corso dei secoli e infine ricomposto nell'attuale forma di trittico. La ricostruzione comportò il rifacimento di vaste aree del fondo e delle gambe di san Lorenzo (Zeri, 1971). Un'ulteriore figura inginocchiata è andata quasi completamente perduta, mentre parte della superficie pittorica è danneggiata o perduta, ma le zone integre mostrano la qualità magistrale della mano di Lippi.
Il soggetto devozionale rappresenta i santi Lorenzo, Cosma e Damiano, protettori della famiglia Medici di Firenze, di cui gli Alessandri erano infatti sostenitori. Il santo collocato sull'ala di destra è san Benedetto, mentre del santo sulla sinistra l'identità è dubbia. Si può ipotizzare che nel gruppo dei donatori, inginocchiati ai piedi di san Lorenzo, sia ritratto uno dei figli di Alessandro Alessandri, Antonio: il santo si identificherebbe allora con sant'Antonio, patronimico del figlio del nobile. Resta comunque una teoria senza conferme, dato che non si può stabilire con precisione quale dei cinque figli sia ritratto.
La disposizione dei santi è insolita per il Lippi, che preferiva collocare nella posizione centrale Maria: è probabile che il pittore abbia compiuto questa scelta in seguito ad una richiesta specifica dell'importante committente.